# Ingrid Larsen (skakspiller)
 For alternative betydninger, se Ingrid Larsen. (Se også artikler, som begynder med Ingrid Larsen)
Ingrid Larsen (født 1. juli 1909, død 25. februar 1990) var en dansk skakspiller, der havde titlen som kvindelig international mester (WIM, 1950). Hun vandt danmarksmesterskabet i skak for kvinder 17 gange, hvilket er det højeste nogensinde.

## Karriere
Fra slutningen af 1930'erne og frem til begyndelsen af 1980'erne var Larsen en af de førende skakspillere i Danmark. Hun vandt danmarksmesterskabet i skak for kvinder i 1936, 1937, 1938, 1939, 1943, 1944, 1945, 1946, 1948, 1949, 1953, 1956, 1957, 1960, 1965, 1969 og 1983.
Larsen deltog i kvindernes verdensmesterskab i skak tre gange:
- I 1937 i Stockholm delte 21.-22.-pladsen
- I 1939 i Buenos Aires fik hun 11.-pladsen[1]
- I 1950 i Moskva fik hun 15.-pladsen[2]

Larsen spillede også for Danmark ved Kvindernes skakolympiade:
- I 1957 på første bræt Emmen (+5, =2, -4),
- I 1966 på første bræt i Oberhausen (+1, =5, -7),
- I 1969 på andet bræt Lublin (+0, =5, -6),
- I 1976 på tredje bræt i Haifa (+4, =4, -4),
- I 1978 på tredje bræt i Buenos Aires (+6, =3, -5),
- I 1980 på første reservebræt i Valletta (+1, =3, -6).

I 1950 blev hun tildelt FIDE-titlen kvindelig international mester.